# Virnsberg

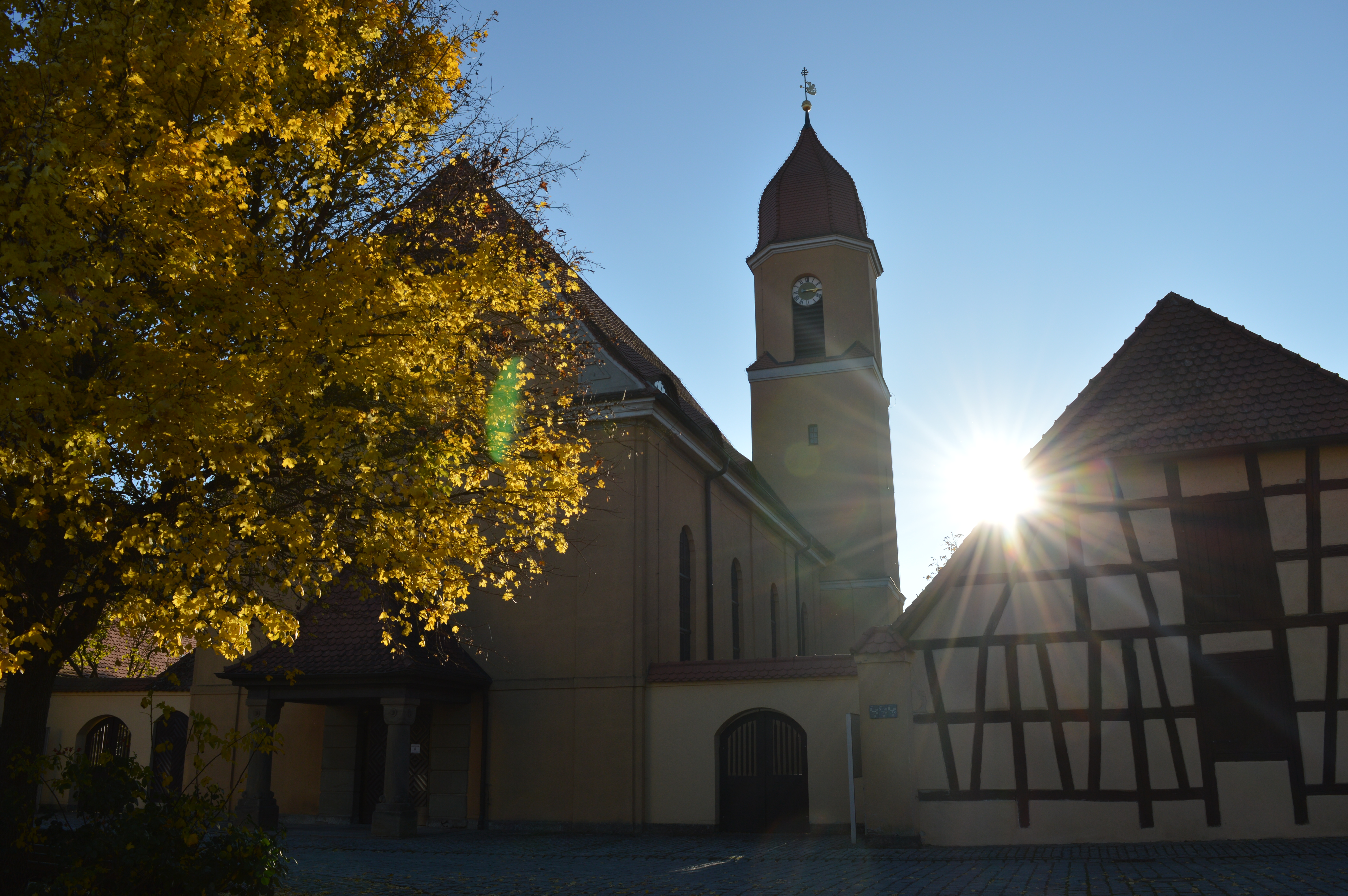
St.-Dionysius-Kirche

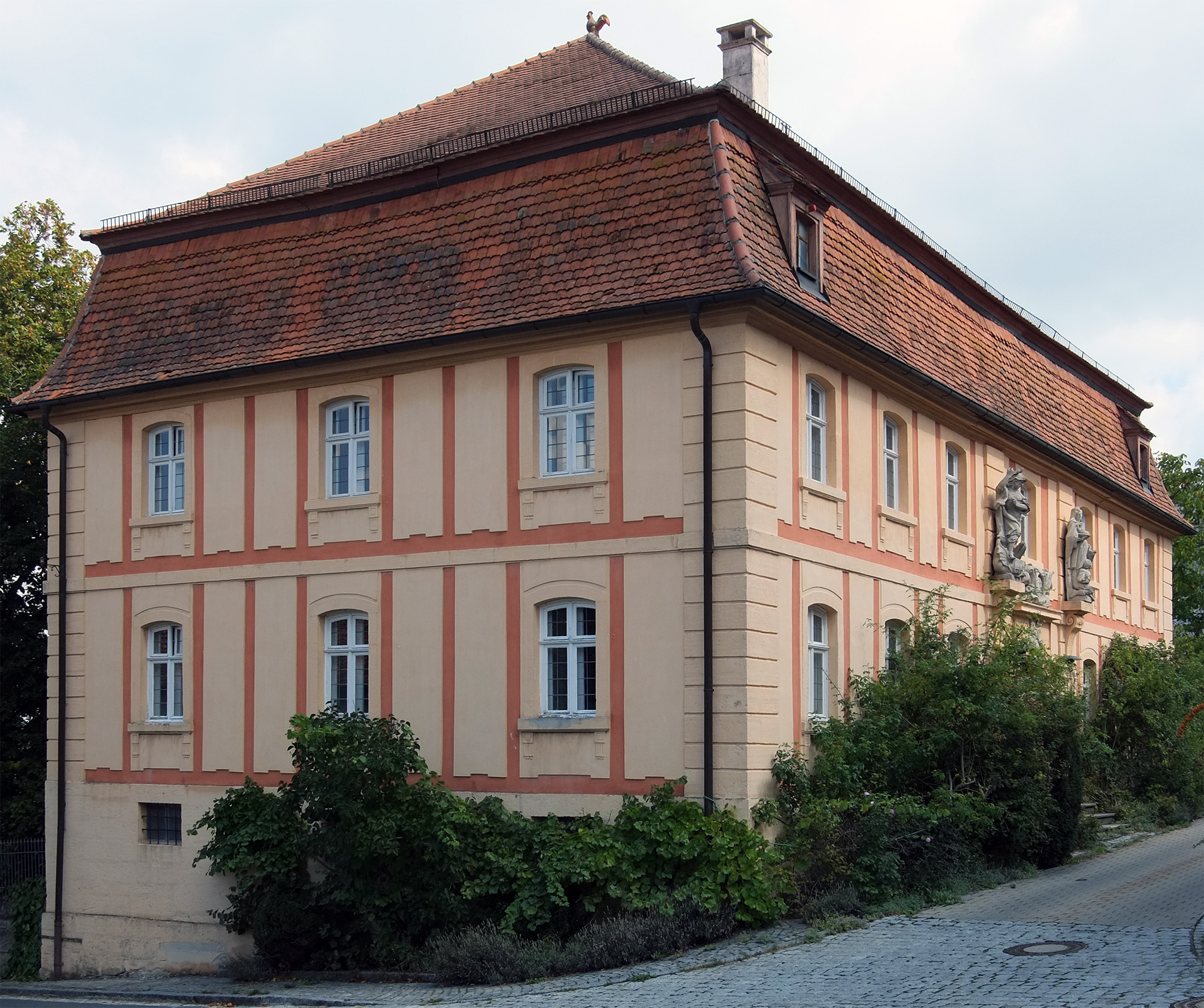
Ehemaliges Schulhaus

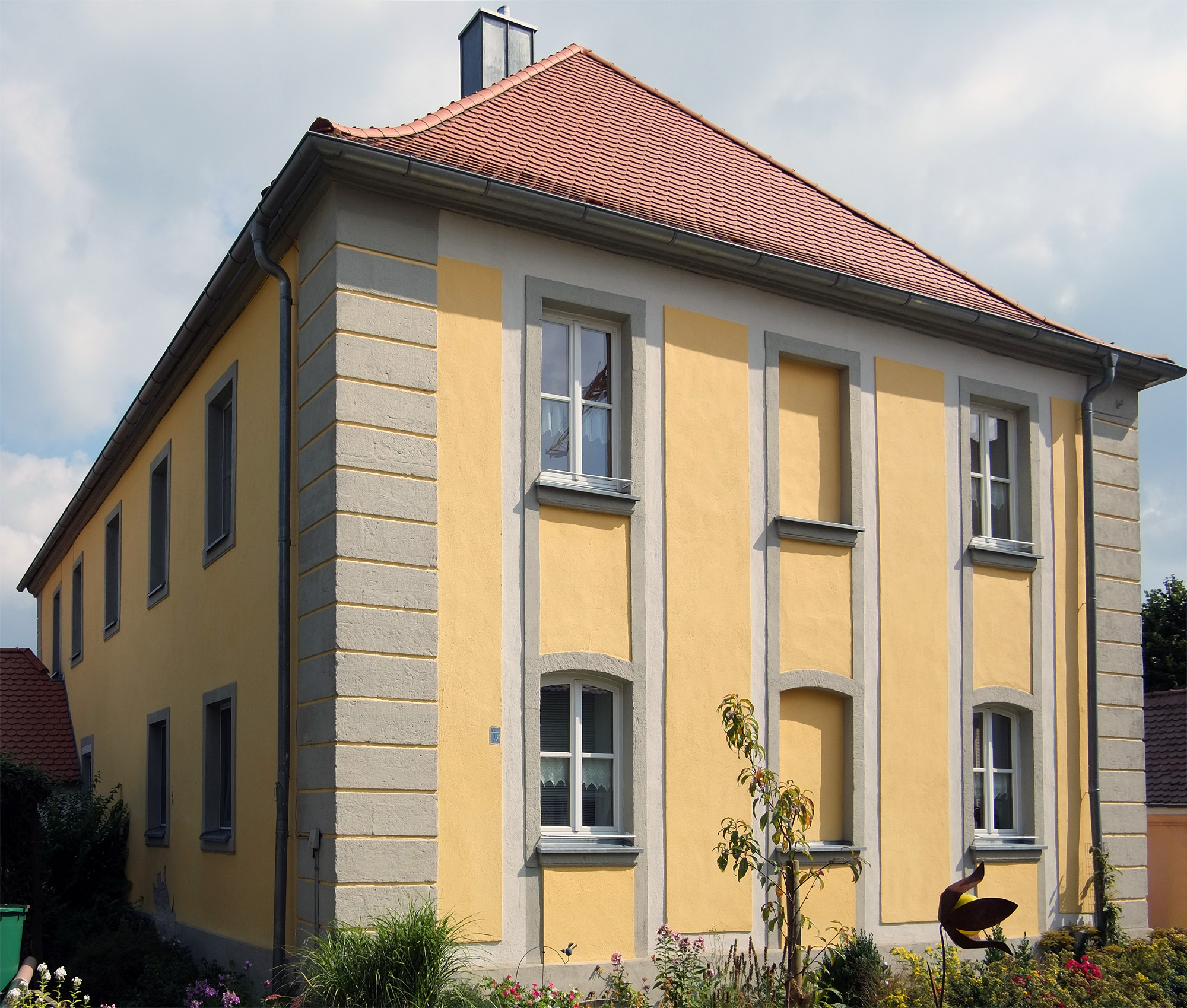
Fronhaus

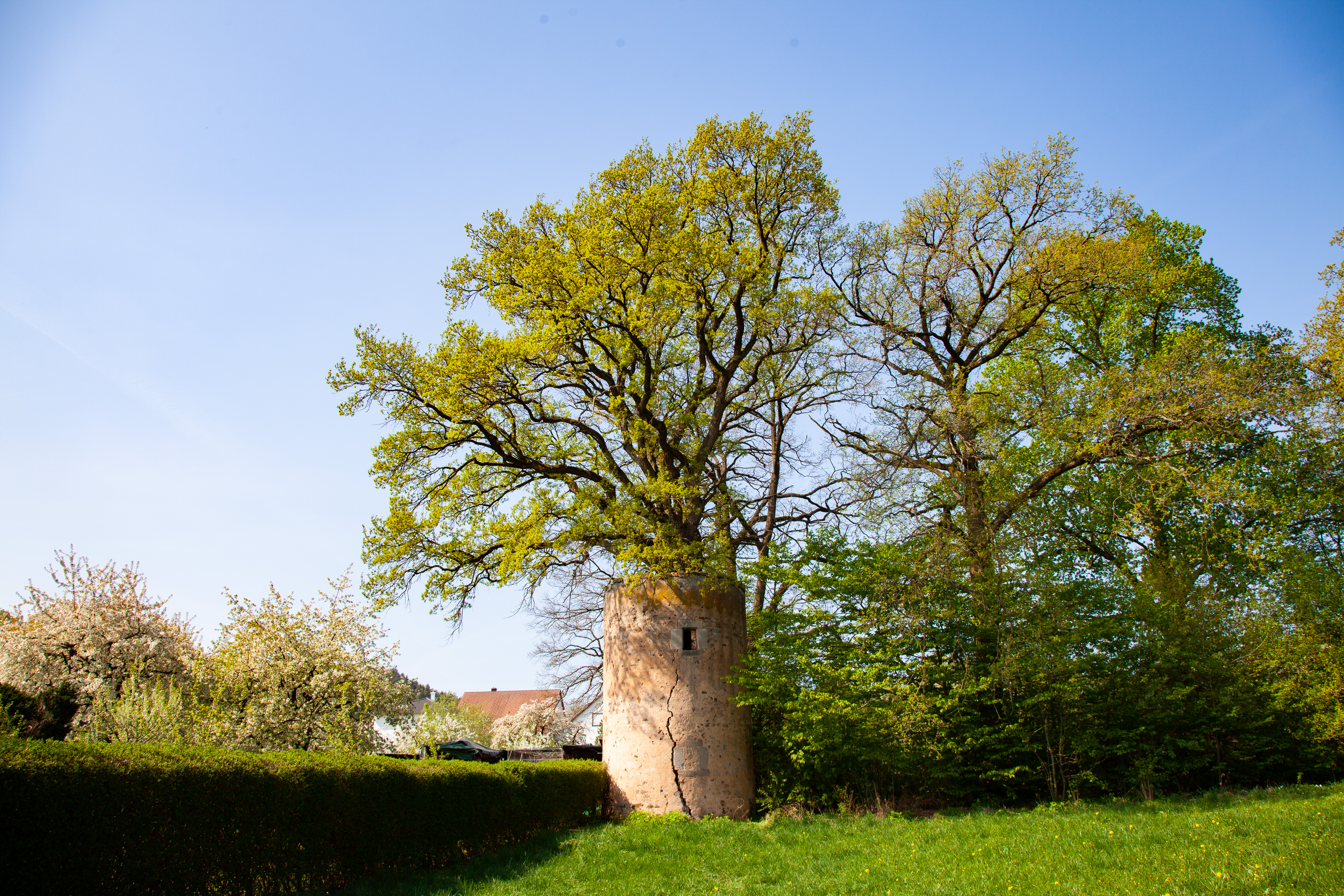
Alter Turm

Virnsberg (fränkisch: Fiansch-berch) ist ein Gemeindeteil des Marktes Flachslanden im Landkreis Ansbach (Mittelfranken, Bayern). Die Gemarkung Virnsberg hat eine Fläche von 4,737 km². Sie ist in 620 Flurstücke aufgeteilt, die eine durchschnittliche Fläche von 7639,86 m² haben. In ihr liegen neben dem namensgebenden Ort die Gemeindeteile Boxau und Kemmathen.

## Geografie
Das Pfarrdorf liegt am Fuße der Petersberg-Virnsberg-Höhen, die Teil der Nördlichen Frankenhöhe sind. Im Norden wird durch den Kemmathbach, einem rechten Zufluss der Zenn, ein Tal gebildet. Zwei Oberläufe dieses Baches (Virnsberger Bach, Weihergraben) haben ihre Quellen westlich und östlich des Ortes, der mit dem nordöstlich gelegenen Boxau eine geschlossene Siedlung bildet.
Die Kreisstraße AN 21 führt nach Sondernohe (1,8 km nördlich) bzw. Richtung Süden die Staatsstraße 2245 kreuzend an Neustetten vorbei nach Flachslanden zur Staatsstraße 2253 (2,5 km südlich). Eine Gemeindeverbindungsstraße führt nach Kemmathen (1 km nordwestlich).

## Geschichte
Südlich von Virnsberg verlief eine Hochstraße (die heutige Staatsstraße 2245), die von der Reichsstadt Nürnberg zur Reichsstadt Rothenburg führte.
Das Schloss Virnsberg wurde 1235 als „Virnsperc“ erstmals urkundlich erwähnt. Eine Ansiedlung, die „Steinweg“ genannt wurde, kam erst später dazu. Der Ortsname bezieht sich auf den in der Nähe gelegenen Vircunniawald, der bereits 786 in einer Klosterurkunde Karls des Großen genannt wurde. Die Burg war ursprünglich in Besitz der Reichsministerialen von Uffenheim.  Nach der Teilnahme von Ludwig von Virnsberg an einer Erhebung gegen Kaiser Friedrich II. musste dieser 1235 seine Hälfte des Besitzes an die Grafen von Hohenlohe abtreten, die ihn noch im selben Jahr an die Nürnberger Burggrafen verkauften. 1259 wurde die zweite Hälfte vom Burggrafen Konrad I. gekauft und blieb bis 1294 im Besitz der Burggrafschaft Nürnberg. 1294 wurde sie dem Deutschen Orden samt Zugehörungen übereignet. Virnsberg stand dann von 1294 bis 1806 unter der Herrschaft der Deutschherren. Das deutschordische Amt Virnsberg gehörte ursprünglich zur Kommende Nürnberg. Von 1525 bis 1806 bestand die Kommende Virnsberg in der Deutschordensballei Franken. Nach der Reformation bildete die Kommende Virnsberg eine katholische Enklave im protestantischen Fürstentum Ansbach. 
Im Bayerischen Krieg (1459–1463) gegen den Markgrafen Albrecht Achilles fiel Herzog Ludwig IX. (Bayern) im September 1461 in dessen Besitztümer in Franken ein. Dabei plünderte und brandschatzte er unter anderem den Ort Virnsberg. 1532 erbaute die Deutschordenskommende ein Spital. 
Gegen Ende des 18. Jahrhunderts bildete Virnsberg eine Realgemeinde mit Boxau und Kemmathen. In Virnsberg gab es 38 Anwesen (Schloss mit zwei Häusern, Ökonomiegebäuden, Amtshaus, Schäferei, Hospital, Kirche, Pfarrhaus, einem Sechstelhof, drei Sechszehntelhöfen, einem Zweiunddreißigstelhof, 20 Häusern und vier Gnadenhäuslein). Das Hochgericht übte die Obervogteiamt Virnsberg aus. Die Dorf- und Gemeindeherrschaft und die Grundherrschaft über alle Anwesen hatte die Deutschordenskommende Virnsberg.
1806 kam Virnsberg an das Königreich Bayern. Im Rahmen des Gemeindeedikts wurde 1808 der Steuerdistrikt Virnsberg gebildet, zu dem Berglein, Boxau, Dörflein, Hainklingen, Kemmathen, Lockenmühle, Neustetten, Obernbibert, Schmalnbühl und Wippenau gehörten. Die Ruralgemeinde Virnsberg entstand 1811 und entsprach dem Steuerdistrikt. Sie war in Verwaltung und Gerichtsbarkeit dem Landgericht Ansbach zugeordnet und in der Finanzverwaltung dem Rentamt Ansbach (1919 in Finanzamt Ansbach umbenannt).
Mit dem Zweiten Gemeindeedikt (1818) wurde Wippenau nach Flachslanden und Obernbibert nach Unternbibert umgemeindet, während Sondernohe nach Virnsberg eingemeindet wurde. Am 12. Juni 1824 wurden drei Ruralgemeinden gebildet:
- Neustetten mit Berglein, Dörflein, Hainklingen, Lockenmühle und Schmalnbühl;
- Sondernohe;
- Virnsberg mit Boxau und Kemmathen.

1833 beantragten Götteldorf, Sondernohe, Unternbibert und Virnsberg einen Wechsel ins Landgericht Markt Erlbach, was jedoch abgelehnt wurde. Die Schneidmühle wurde 1837 erstmals namentlich erwähnt. Ab 1862 gehörte Virnsberg zum Bezirksamt Ansbach (1939 in Landkreis Ansbach umbenannt). Die Gerichtsbarkeit blieb bis 1870 beim Landgericht Ansbach, von 1870 bis 1879 war das Stadt- und Landgericht Ansbach zuständig, seit 1880 ist es das Amtsgericht Ansbach. Die Gemeinde hatte 1964 eine Gebietsfläche von 4,746 km². Am 1. Mai 1978 wurde die Gemeinde im Zuge der Gebietsreform in Bayern in den Markt Flachslanden eingegliedert.

### Historische Beschreibungen
Im Geographischen statistisch-topographischen Lexikon von Franken (1804) wird der Ort folgendermaßen beschrieben:

„Virnsberg auch Viernsberg, in ältern Zeiten eine feste Burg, von Rittern dieses Namens besessen, gelangte von diesen an Gottfried von Hohenlohe, und zwar mit Kaiser Friedrichs II. Genehmigung pro recompensatione damni a Ludovico de Virnsberg Gotfrido de Hohenlohe illati.
Gottfried von Hohenlohe verkaufte im Jahre 1235 die Feste Viernsberg an Konrad II. Burggrafen zu Nürnberg. S. Hanselmanns diplomatischer Beweis der Hohenlohischen Landeshoheit etc. Seite 78 und 400.
Vom Burggrafen Konrad III. und seiner Gemahlin Agnes wurde Viernsberg mit allen seinen Rechten, Gerechtigkeiten, Zu- und Eingehörungen im Jahre 1204 an den teutschen Orden, nachdem Konrads III. Söhne Friedrich, Konrad und Gottfried in den teutschen Orden aufgenommen wurden, abgetreten und übergeben. Den Schenkungsbrief siehe in Select. Norimberg. VIter Theil S. 109. Falckensteins IV. Theil. Nordgauische Alterthümer Nro. 77. S. 87.
Viernsberg ist ein schönes Bergschloß, mit einem vortrefflichen Garten, welches ehehin eigene Commenthuren bewohnten, nun aber der Sitz des Justiz- und Cameralbeamtens ist.
Das Viernsberger Amt hat einen weitläufigen verstainten Fraischbezirk, worüber mit dem fürstlichen Hause Ansbach und Bayreuth in den Jahren 1731 und 1754 wichtige Verträge abgeschlossen worden sind. [...]
Das Amt Virnsberg ist fruchtbar an Getreide, hat beträchtliche Waldungen, guten Wieswachs und dahero auch vortreffliche Viehzucht.“

Im Topo-geographisch-statistischen Lexicon vom Königreiche Bayern (1832) wird der Ort folgendermaßen beschrieben:

„Virnsberg, Viernsberg, Kirchdorf mit 1 Lokalkaplanei im Dek[anat] Gebsattel und L[an]dg[ericht Ansbach, 31⁄4 St[unden] von Ansbach und 4 St[unden] von Wilhermsdorf entfernt. Es enthält 92 H[äuser] mit 172 E[inwohnern], die Bocksmühle und 1 schönes Schloß mit Garten. Die feste Burg Virnsberg hatte ihren eigenen Adel, von welchem der Ort an Gottfried v. Hohenlohe und dann im J[ahre] 1235 mit dem dominum directum an den Burggrafen Konrad II. zu Nürnberg gelangte; das dominum utile besaßen die Herren v. Uffenheim. Im J[ahre] 1294 kam derselbe an den Teutschen Orden, der die volle Landeshoheit darüber verlangte, und war zuletzt der Sitz eines weitläufigen Amtes.“

In einem Artikel der Bayerischen Volkszeitung (1925) wird ein Historienbezug in die Antike hergestellt:

„Über die Deutung des Namens Virnsberg wurde schon manches geschrieben. In den Urkunden heißt es einmal Virsberg, dann Fürnsberg. Unter ‚Firsberg‘ dachte man sich ‚Feuerberg‘, jedenfall um eine namensbedeutende Beziehung zu einem heidnischen Opferberg zu haben. Die Abstammung dürfte wohl mit den weiten Föhrenwäldern zusammenhängen, die Virnsberg umsäumen, also ‚Föhrenberg‘. Die prächtigen Wälder hießen in allerältester Zeit ‚Vircuna‘, jedenfalls eine Entstellung von Virngrund, also Föhrengrund. In unserer Umgebung haben wir ein ‚Fürnried‘ in der Oberpfalz und dürften ähnliche Ortsnamen noch öfters zu finden sein. In der Sage geht die Geschichte der Burg bis in die Heidenzeit zurück. Das Volk lässt die Burg von zwei Riesen erbauen, das Gestein dazu, so sagt der Volksmund, wurde auf dem Rücken von Maultieren herbeigeschafft. Man nimmt an, dass an der Stelle der Burg ein altdeutscher Kultplatz gewesen sei und bringt damit den in der Nähe befindlichen angeblich 1200 Jahre alten Speierlingsbaum in Verbindung, über den später noch einiges gesagt werden soll. Der hochgelehrte Emanuel Wilhelm Detter lässt in der Geschichte der Burggrafen von Nürnberg den Ursprung der Burg in die römische Zeit zurück gehen. Nach diesem ist das benachbarte Burgbernheim, das früher Schönburg hieß, von Mark Aurel Antonin, römischer Kaiser um 170 oder 171 nach Christi Geburt, gegründet und dabei auch schon ‚Fyrnsberg‘ erwähnt worden. Es soll darüber eine Urkunde vorhanden sein, die von Kaiser Karl dem Großen stammen und 1128 von Kaiser Lothar bestätigt worden sein soll.“

### Baudenkmäler
In Virnsberg gibt es 17 Baudenkmäler:
- Schloss Virnsberg, ehemalige Deutschordensburgehemalige Deutschordensburg
- Friedhof mit ehemaliger Gruft, jetzt Kapelle
- Schafhof: Heiliges Grab
- Schafhof 1: ehemaliges Fronhaus und Gefängnis des Deutschen Ordens, erbaut unter Landeskomtur Franz Sigismund Adalbert von Lehrbach (1769–1787)
- Schafhof 3, 5: Ehemaliges Schäferhaus
- Schafhof 6: Von der ehemaligen Zehntscheune des Deutschen Ordens ist der tonnengewölbte Keller erhalten.
- Schloßgarten 3: Quadermauer des ehemaligen Schlossgartens
- Schloßstraße: Martersäule und Holzfigur des heiligen Nepomuk
- Schloßstraße 4: Wappen an der ehemaligen Post
- Schloßstraße 16: Haus mit Tordurchfahrt des Weges nach Kemmathen
- Schloßstraße 17: römisch-katholische Pfarrkirche St. Dionysius, 1915 errichtet. Die Innenausstattung stammt aus der um 1715 entstandenen, hauptsächlich gegen Mitte des 18. Jahrhunderts eingerichteten Kapelle des Deutschordensschlosses.
- Schloßstraße 19 (Gasthaus zum Kreuz): zweigeschossiger Fachwerkbau mit Nebengebäuden (Tor bezeichnet 1730). An der Fassade Barockmadonna, wohl frühes 18. Jahrhundert, auf Akanthuskonsole. Im Erdgeschoss Ofen mit gusseisernen Platten (Darstellung des verlorenen Sohnes), im Obergeschoss Ofen mit gusseisernen Platten (heiliger Georg und Wappen bezeichnet 1774) und Decke mit Rahmenstuck. Auf dem Speicher Platten eines Ofens mit Wappen bezeichnet 1771.
- Schloßstraße 21: Türsturz und Hausfigur
- Schloßstraße 23: Wappenstein
- Schlotfegergasse 1: Schulhaus, ehemals Spital des Deutschordens, mit Inschriftstein von 1532, jetzige Gestalt unter der Komtur der Freiherren von Eyb (bis 1764) durch Baumeister Johann Georg Scholl: Zweigeschossiger verputzter Bau mit Sandsteingliederung, rustizierten Ecklisenen, Putzfeldern und Mansarddach; stichbogige Fenstergewände auf Konsolen. Im einachsigen Mittelrisalit Stichbogenportal mit Eyb’schem Wappen, darüber gerade Verdachung mit Deutschordenswappen und Trophäen, daneben auf Konsolen Sandsteinfiguren der hl. Elisabeth und des heiligen Georg (durch Kriegseinwirkung beschädigt und Kopf verloren). Rückeingang mit Deutschordens-Wappenstein, bezeichnet 1532. Im Erdgeschoss kreuzgrat-gewölbter Raum; ferner großer Saal mit Stuckdecke: in Bändelwerk Deutschordenskreuz, Auge Gottes und Initialen Christi.
- Steige 7: spätgotischer Sandstein-Bildstock; unter gotischem Blendfries Kreuzigungsrelief mit Maria und Johannes; auf der Rückseite Christuskopf und Deutschordenswappen; an den Seiten leere Nischen

ehemaliges Baudenkmal
- Haus Hofmann: ehemaliges Schulhaus des Deutschen Ordens, unter Landeskomtur Philipp Waldecker von Kempf (1750ff.) errichtet, einfacher Massivbau mit verwittertem Wappen.[24]

### Einwohnerentwicklung
Gemeinde Virnsberg
| Jahr      | 1818   | 1840   | 1852   | 1855   | 1861   | 1867   | 1871   | 1875   | 1880   | 1885   | 1890   | 1895   | 1900   | 1905   | 1910   | 1919   | 1925   | 1933   | 1939   | 1946   | 1950   | 1952   | 1961   | 1970   |
| Einwohner | 742    | 257    | 343    | 335    | 321    | 314    | 319    | 315    | 340    | 341    | 330    | 324    | 347    | 329    | 310    | 311    | 313    | 306    | 286    | 347    | 348    | 336    | 380    | 348    |
| Häuser    | 132    | 47     |        |        |        |        | 56     |        |        | 57     | 62     |        | 66     |        |        |        | 60     |        |        |        | 64     |        | 69     |        |
| Quelle    | [ 26 ] | [ 27 ] | [ 28 ] | [ 28 ] | [ 29 ] | [ 30 ] | [ 31 ] | [ 32 ] | [ 33 ] | [ 34 ] | [ 35 ] | [ 28 ] | [ 36 ] | [ 28 ] | [ 37 ] | [ 28 ] | [ 38 ] | [ 28 ] | [ 28 ] | [ 28 ] | [ 39 ] | [ 28 ] | [ 17 ] | [ 40 ] |

Ort Virnsberg
| Jahr      | 1818   | 1840   | 1861   | 1871   | 1885   | 1900   | 1925   | 1950   | 1961   | 1970   | 1987   | 2010 | 2017  | 2022  |
| Einwohner | 172    | 198    | 246    | 251    | 263    | 269    | 237    | 266    | 298    | 257    | 280    | 289  | 261   | 267   |
| Häuser    | 31     | 36     |        |        | 45     | 53     | 47     | 51     | 54     |        | 76     |      |       |       |
| Quelle    | [ 26 ] | [ 27 ] | [ 29 ] | [ 31 ] | [ 34 ] | [ 36 ] | [ 38 ] | [ 39 ] | [ 17 ] | [ 40 ] | [ 41 ] |      | [ 1 ] | [ 1 ] |

## Religion
Der Ort ist römisch-katholisch geprägt und Sitz der Pfarrei St. Dionysius. Die Einwohner evangelisch-lutherischer Konfession sind nach St. Laurentius (Flachslanden) gepfarrt.

## Wanderwege
Durch Virnsberg führen die Fernwanderwege Deutschherrenweg, Grünes Schlüsselloch, Jean-Haagen-Weg und Zollernweg des Fränkischen Albverein.

## Kultur
Das Kulturleben des Dorfes ist maßgeblich von den Vereinen geprägt. Im Ort sind folgende Vereine tätig: Blaskapelle, Freiwillige Feuerwehr, Kolpingfamilie, Krieger- und Soldatenverein, Obst- und Gartenbauverein, Schützenverein. Zusätzlich gestaltet die Dorfjugend das Kulturleben, u. a. beim jährlichen Osterfeuer oder der Virnsberger Kirchweih mit Kerwaumzug.